# Чичерино (Воронежская область)
Чиче́рино — посёлок в Грибановском районе Воронежской области.
Входит в состав Малоалабухского сельского поселения.

## Население
| 2010 |
| ---- |
| 22   |

## Улицы
| - ул. Восточная, - ул. Красная, | - ул. Набережная, - ул. Центральная. |